# Hilton San Francisco & Towers I
Hilton San Francisco & Towers – wieżowiec w San Francisco w USA. Został zaprojektowany przez John Carl Warnecke & Associates. Jego budowa zakończyła się w 1971 roku. Ma nieco ponad 150 metrów wysokości i 46 pięter. Jest to hotel należący do ogólnoświatowej sieci hoteli Hilton. Jest to obecnie 18. co do wysokości wieżowiec w San Francisco, zaraz po 333 Bush Street. Jest to największy hotel na zachodnim wybrzeżu Stanów Zjednoczonych. Składają się na niego dwie wieże: Hilton San Francisco & Tower I i Hilton San Francisco & Tower II. Łącznie jest w nich 1911 pokoi.